# Via Aurelia

Via Aurelia

Via Aurelia (lit. „Drumul Aurelian”) este un drum roman din Italia, construit în aproximativ 241 î.Hr. Proiectul a fost întreprins de Gaius Aurelius Cotta, care era cenzor la acea vreme. Cotta avea experiență ca urmare a construirii de drumuri pentru Roma și supervizării construcției unui drum militar în Sicilia (fiind consul în 252 BC, în timpul Primului Război Punic), care a conectat Agrigentum (azi Agrigento) cu Panormus (azi Palermo).